# Arnold Sundgaard
Arnold Olaf Sundgaard (31 de outubro de 1909, Saint Paul, Minnesota – 22 de outubro de 2006, Dallas, Texas), foi um escritor, dramaturgo e libretista estadunidense.

## Obras

### Teatro
- Nobody's Earnest (comédia co-escrita com Ethan Ayer e Alec Wilder)
- Kilgo run: A comedy in 3 acts (comédia)
- Spirochete: A history

### Livros infantis
- The Lamb and the Butterfly
- Jethros Difficlt Dinosau
- An axe, an apple, and a buckskin jacket
- The Bear Who Loved Puccini
- Meet Jack Apple Knock

### Libretos
- Down in the Valley (música de Kurt Weill)
- Kittiwake Island (música de Alec Wilder)
- Sunday Excursion (música de Alec Wilder)